# 15565 Benjaminsteele
15565 Benjaminsteele è un asteroide della fascia principale. Scoperto nel 2000, presenta un'orbita caratterizzata da un semiasse maggiore pari a 2,8567875 au e da un'eccentricità di 0,0892735, inclinata di 0,76138° rispetto all'eclittica.
L'asteroide è dedicato allo studente statunitense Benjamin C. Steele.